# Villeneuve-sur-Aisne
Villeneuve-sur-Aisne é uma comuna francesa na região administrativa de Altos da França, no departamento de Aisne. Estende-se por uma área de 25.03 km². Em 2010 a comuna tinha 2 761 habitantes (densidade: 110,3 hab./km²).
Foi criada em 1 de janeiro de 2019, a partir da fusão das antigas comunas de Guignicourt e Menneville.